# Roscoff
Roscoff (bretonska: Rosko) är en kommun i departementet Finistère i regionen Bretagne i västra Frankrike. Kommunen ligger i kantonen Saint-Pol-de-Léon som tillhör arrondissementet Morlaix. År 2022 hade Roscoff 3 318 invånare.

## Befolkningsutveckling
Antalet invånare i kommunen Roscoff
Referens:INSEE

## Galleri

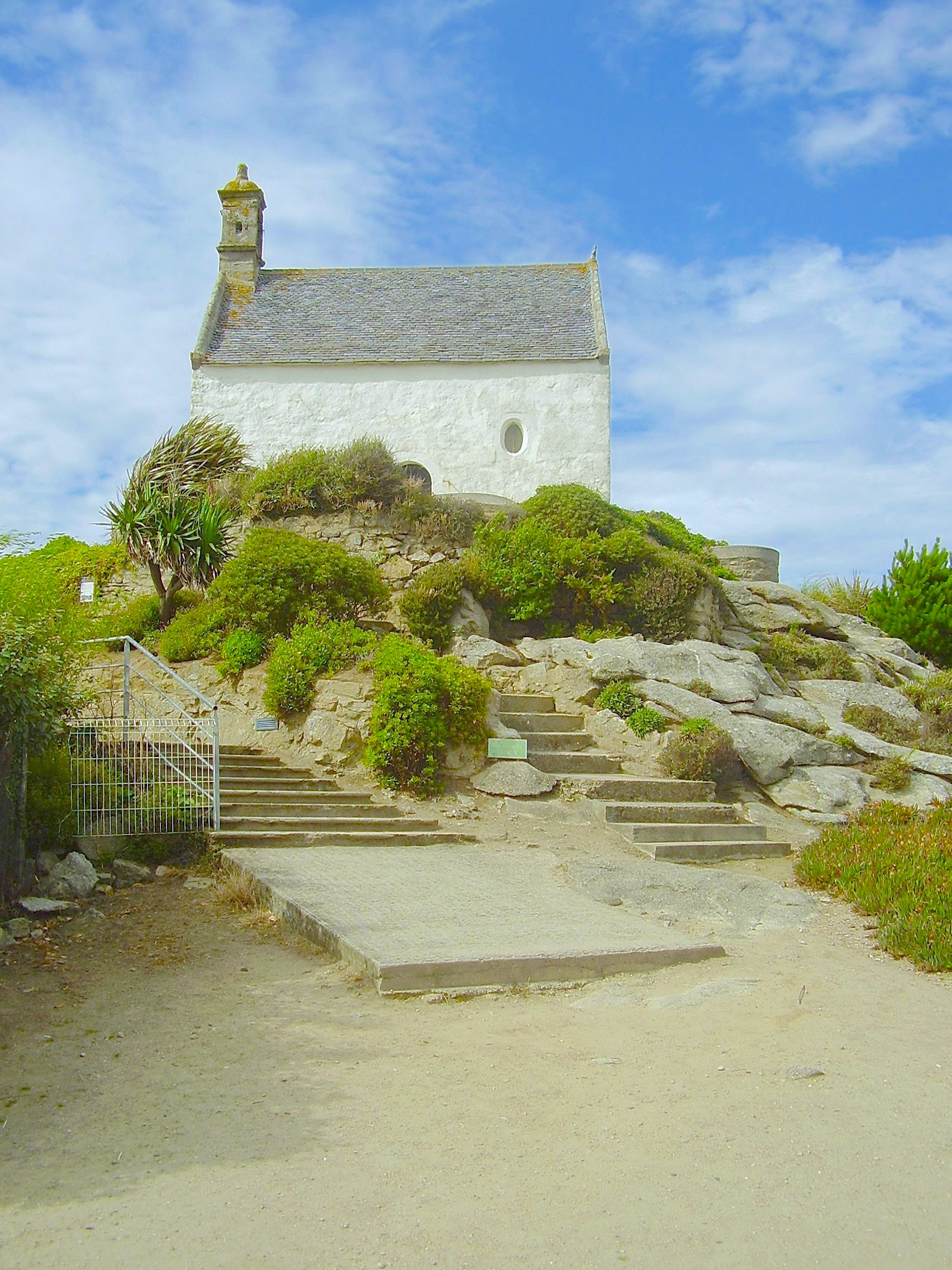
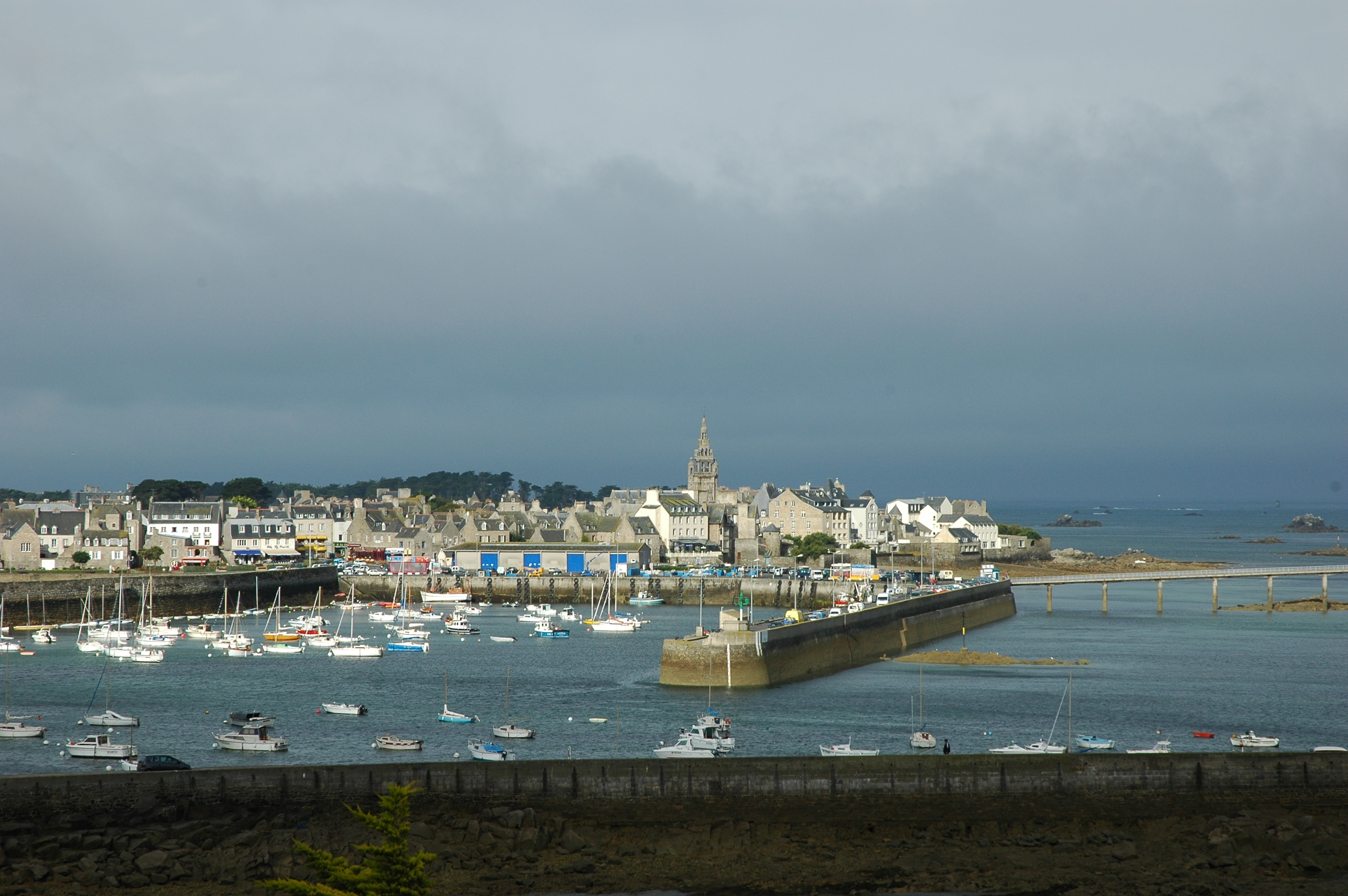
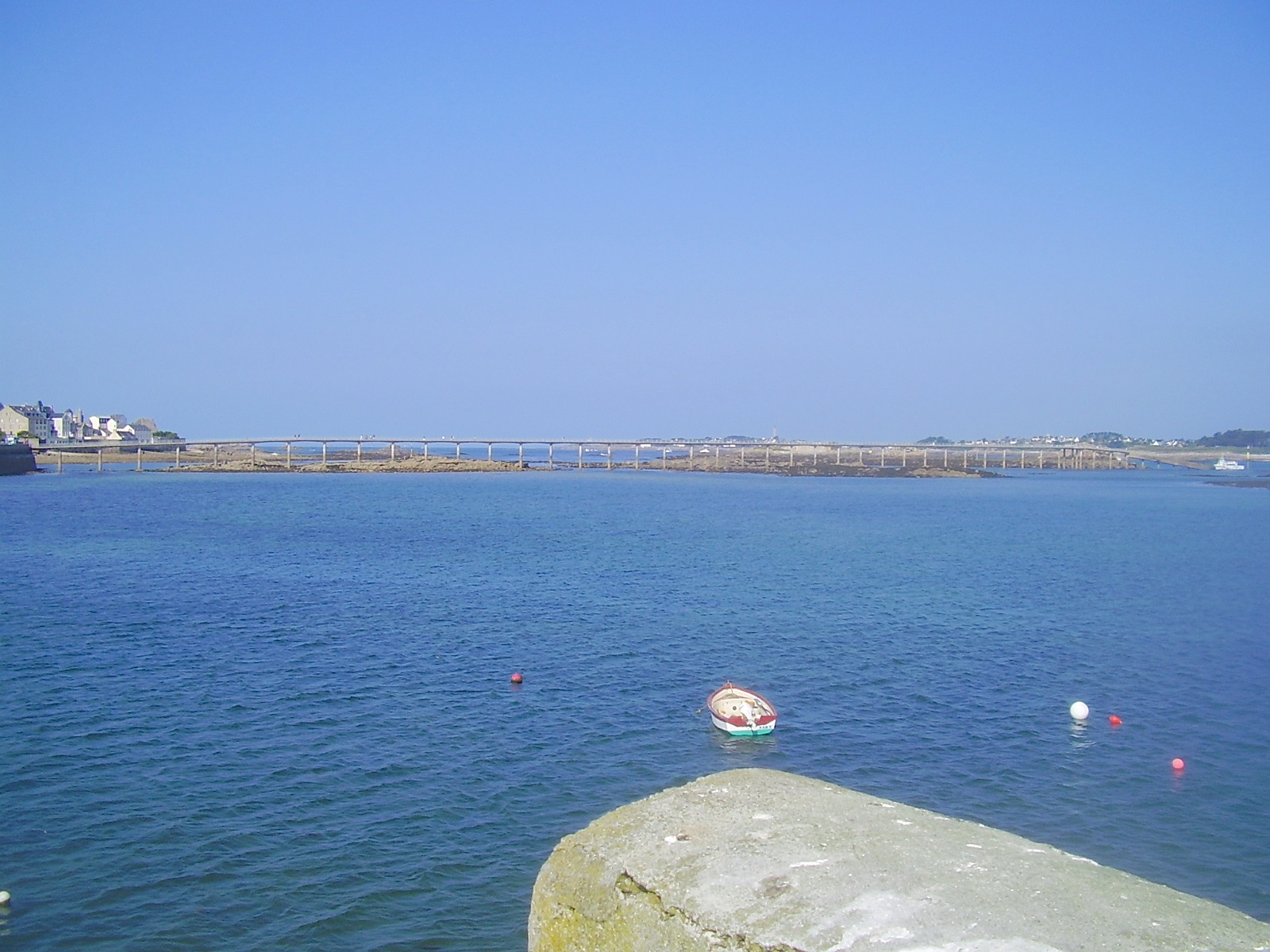
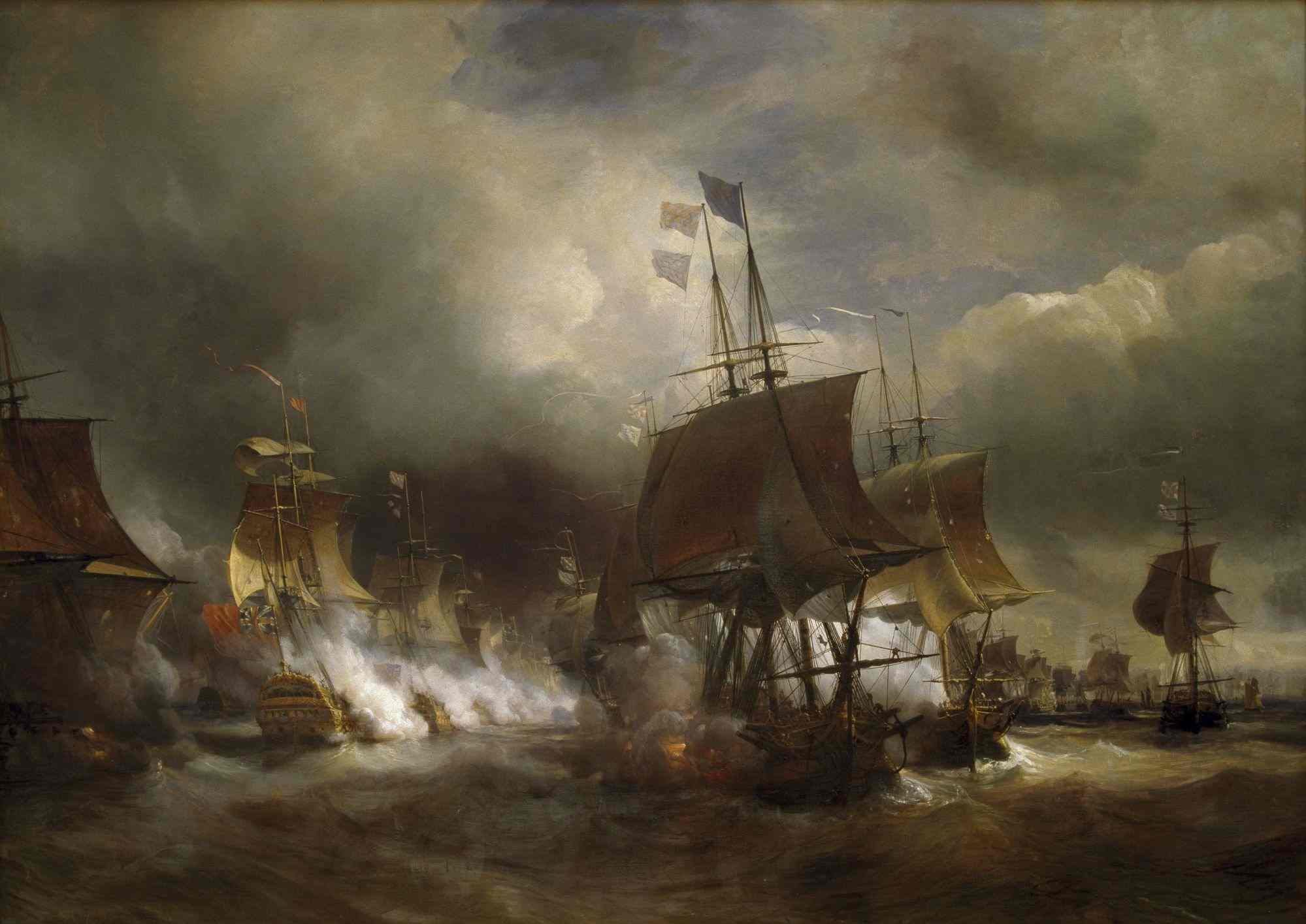
Slaget vid Ushant (1778)